# دیخ-تاو
دیخ-تاو (به روسی: Дыхтау) یا گورا دیخ-تاو، کوهی به ارتفاع تقریبی ۵۲۰۵ متر واقع در بخش مرکزی رشته‌کوه‌های قفقاز در جمهوری کاباردینو-بالکاریای روسیه است. این کوه پس از البروس دومین کوه بلند این رشته‌کوه شناخته می‌شود.

## مشخصات
دیخ تاو کوهی عظیم و از نظر تکنیکی چالش‌برانگیز است. این کوه دارای دو قله است که قلهٔ شرقی آن به ارتفاع تقریبی ۵۱۵۱ متر از قلهٔ اصلی دیخ-تاو به‌وسیلهٔ گردنهٔ زین‌مانند باریک و شیبداری جدا شده است. این کوه پوشیده از برف و یخ است و دامنه‌هایی کاملاً شیبدار دارد.
دیخ تاو دومین کوه بلند قارهٔ اروپا است و صعود از آن کاری دشوار است زیرا هیچ مسیر آسانی به قلهٔ آن وجود ندارد و اغلب ریزش بهمن در آن اتفاق می‌افتد. با وجود این نخستین صعود موفقیت‌آمیز به دیخ تاو در سال ۱۸۸۸ و توسط آلبرت فردریک مامری بریتانیایی و هاینریش زورفلوه صورت گرفت.